# Burgstall Schlossberg (Bischofsmais)
Der Burgstall Schlossberg befindet sich in Hochdorf, heute einem Gemeindeteil der niederbayerischen Gemeinde Bischofsmais im Landkreis Regen. Der Burgstall befindet sich ca. 550 m südöstlich von Hochdorf. Die Anlage wird als Bodendenkmal unter der Aktennummer D-2-7044-0002 im Bayernatlas als „mittelalterlicher Burgstall ‚Schloßberg‘“ geführt. 610 m nordöstlich davon befindet sich der Turmhügel Burgstall (Bischofsmais), dem vermutlich eine ähnliche Funktion bei der Überwachung der Handelswege zukam.

## Beschreibung
Der Burgstall Schlossberg liegt auf der höchsten Stelle eines bewaldeten Geländerückens auf einem Geländesporn, ca. 100 m südöstlich der Feldkapelle Ödfeld und oberhalb der Schlossauer Ohe. Das  Burgareal macht ca.  40 × 30 m aus. Ein deutlicher Graben und Innenwall sind nach Westen, Süden und Osten erkennbar, der Graben nach Norden hin zum landwirtschaftlichen Grünland ist stark verschliffen. Der westliche Wall ist durch eine rezente Zufahrt unterbrochen. Im Nordwesten sind noch geringe, niedrige Reste von Mauerwerk erkennbar. Im Inneren der Anlage ist noch ein weiterer ungefähr quadratischer Wall erkennbar.

## Geschichte
Diese Höhenburg diente ebenso wie der unweit davon gelegene Turmhügel Burgstall der Kontrolle des zwischen Bayern und Böhmen verlaufenden Handelswegs, der westlich der Schlossauer Ohe verlief. Vermutlich wurden diese Anlagen im Auftrag der Grafen von Bogen angelegt. Dieser seit dem Frühmittelalter bestehende Handelsweg („Bojerweg“ oder „Bayerstraße“ genannt) verlief von Deggendorf her über die Rusel und den Ruselbach abwärts durch das Dorf Ritzmais und dann nach Hofdorf hinauf und von dort hinab bis zur Mündung des Fahrnbachs in die Schlossauer Ohe und weiter bis nach Zwiesel. In einer Urkunde von Kaiser Konrad II. von 1029 an das Kloster Rinchnach wird von einer „strata, que im Bavarian tendit“ gesprochen. Urkundliche Belege zu dieser Anlage liegen nicht vor.